# Thomas Pieters
Thomas Pieters (Geel, 27 januari 1992) is een Belgisch professioneel golfer en speelt op de European Tour. Hij had in 2012 handicap +6.

## Amateur
Na de GV-Topsportschool in Hasselt studeerde hij aan de University of Illinois waar hij topgolf combineerde met zijn studie: Sports Management. In juni 2012 stond hij op de 7de plaats in de amateur wereldranglijst.
In juli 2009 kwam Thomas Pieters naar Golfclub Toxandria voor het Internationaal Jeugd Open Na de eerste ronde stond hij aan de leiding met −3, later eindigde hij op de 8ste plaats. Na Toxandria reisde hij direct door naar Moor Park Golf Club (Engeland) om daar te starten in de Carris Trophy. Met nog 4 holes te gaan stond Pieters aan de leiding met −10, maar moest uiteindelijk genoegen nemen met een T4e plaats. Hij sloot het toernooi af met een score van −7 (71-71-73-70). Later die maand werd hij nog eervol tweede, na goede vriend Julien Richelle, op het National Juniors in Hainaut (70-72-74-69, 285 (−3)). 

In augustus kwam hij bij de laatste 16 in het British Boys Championship (U18) en werd hij 2e amateur (na Hugues Joannes) op de Federal Tour/PGA in Cleydael Golf & Country Club met een totaal van −6 (70-68). Eind augustus won hij in eigen land het Total International Juniors Championship op de Royal Golf Club of Belgium met een score van 72-67-72-76: 287 (−1), de Nederlandse Dylan Boshart werd tweede.

Eind 2009 eindigde de zeventienjarige Antwerpenaar op de 8ste plaats op het Junior Orange Bowl International Golf Championship, het wereldkampioenschap voor spelers onder de 18 jaar. Het toernooi vond plaats in Miami. Pieters maakte een score van 67-71-68-68, hetgeen 7 onder par was. Een week eerder werd hij 3de op het Doral Classic Junior, ook in Miami.
In april 2010 speelden Thomas Pieters en Thomas Detry namens België mee aan het Franse internationaal landenkampioenschap op Belle Dune Golf Club. Pieters won individueel de eerste plaats.
Een week later won hij de Antwerp Junior Open (Royal Antwerp Golf Club) en de Grand Prix AFG (Golf de Rigenée).

In mei werd Pieters 2de bij de King's Prize op de Golf de l'Empereur, één slag na zijn clubgenoot Christopher Mivis. Zijn score was 70-73-70 (−3). Ook speelde Pieters mee in de Iers amateurkampioenschap op de Royal Dublin Golf Club en eindigde hier op een 16e plaats.

Eind mei nam Pieters deel aan de Telenet Trophy in Rinkven. Deze wedstrijd maakt deel uit van de European Challenge Tour.

Begin Juli nam Thomas Pieters deel aan het Europees kampioenschap in Turkije. En voor de eerste keer in de geschiedenis won België.
Ook speelde hij de Jacques Leglise Trophy, waarna hij ging studeren aan de Universiteit van Illinois.
In juli 2011 maakte hij een ronde van 64 tijdens het Jeugd Open op Toxandria, gelijk aan het baanrecord. Tevens bereikte Pieters de top-100 van de World Amateur Golf Ranking.
In 2012 kwalificeerde Pieters zich voor deelname aan het US Amateur Kampioenschap. Hij verloor van de latere finalist  Michael Weaver. Aan het einde van zijn amateurscarrière had hij handicap +5.

### Gewonnen
2009
- Ternesse Junior Open op Ternesse Golf & Country Club: 69-69 (138, −4)
- Total International Juniors Open op de Koninklijke Golf Club van België: 72-67-72-76: (287, −1)

2010
- National Foursome (samen met Christopher Mivis) op Royal Waterloo Golf Club: 75-70: (145, −1)
- Antwerp Junior Tour op Royal Antwerp Golf Club: 74-73 (147, +1)
- AGF Grand Prix op Golf de Rigenée: 74-68-77 (219, par)
- DA Weibring Intercollegiate: 77-71-71 (219, par)

2011
- Flory van Donck Trophy: 74-67-69-67 (277, −11)
- Jack Nicklaus Invitational: 66-71-72

2012
- NCAA Division I: 69-68-71 (208, −5)

2013
- Big Ten Championship in Indiana

### Teams
- St Andrews Trophy: 2010
- Jacques Leglise Trophy: 2010
- Palmer Cup: 2012 (winnaars)

## Professional
Op 11 juni 2013 werd Pieters professional. Zijn eerste toernooi was het Kärnten Golf Open, waar hij gedeeld 23e werd. Op het Frans Open kampioenschap werd hij gedeeld 29e. Hij kreeg toen een wildcard voor het Schots Open van 2013 op Castle Stuart Golf Links. Daar miste hij de cut met één slag. Op het KLM Open werd hij 30ste.
Zijn eerste toernooi na het behalen van zijn spelerskaart was het Alfred Dunhill Kampioenschap in 2014. Later dat jaar verloor hij de playoffs van de Spanish Open.
In augustus 2015 won hij de D+D Real Czech Masters, zijn eerste overwinning op de European Tour. Twee weken later won hij de KLM Open. Hierdoor steeg hij 53 plaatsen op de Official World Golf Ranking (OWGR) en kwam op de 88e plaats, zijn (eerste) entree in de top 100. Hij eindigde het seizoen als negenentwintigste in de Race to Dubai, na een gedeelde 22e plaats op het Dubai World Championship.
In 2016 nam Pieters deel aan het golftoernooi op de Olympische Spelen. Hij eindigde net buiten de medailles op een vierde plaats. Hij ontving voor zijn prestatie een Olympisch diploma.
In augustus 2019 won hij voor een tweede maal de D+D Real Czech Masters.
Op zondag 25 november 2018, won Pieters samen met zijn partner Thomas Detry de World Cup of Golf 2018, waarmee ze België vertegenwoordigde op de Metropolitan Golf Club in Melbourne, Australië.
Thomas Pieters behaalde zijn vijfde overwinning op de European Tour in november 2021 tijdens de Portugal Masters. Twee maanden later won hij de Abu Dhabi HSBC Championship, zijn zesde European Tour-zege en zijn eerste Rolex Series overwinning.
In februari 2023 werd bevestigd dat Pieters zich had aangesloten bij LIV Golf als lid van Bubba Watson's Range Goats team. In december 2024 werd aangekondigd dat hij zich voor het seizoen 2025 zou aansluiten bij Dustin Johnson's 4Aces team.

### Gewonnen
- 2015: D+D REAL Czech Masters (268, −20)
- 2015: KLM Open: (261, −19)
- 2016: Made in Denmark (267, −17)
- 2018: World Cup of Golf 2018 (265, −23)
- 2019: D+D REAL Czech Masters (269, −19)
- 2021: Portugal Masters (265, −19)
- 2022: Abu Dhabi HSBC Championship - Rolex Series (278, −10)

### Teams
- 2016: Ryder Cup